# Titan(III)-fluorid
Titan(III)-fluorid ist eine chemische Verbindung des Titans aus der Gruppe der Fluoride.

## Gewinnung und Darstellung
Titan(III)-fluorid kann durch Reaktion von Titan(III)-oxid oder -hydroxid und Fluorwasserstoffsäure gewonnen werden.

## Eigenschaften
Titan(III)-fluorid bildet tiefblaue Kristalle, reagiert mit Wasser und hydrolysiert leicht unter Bildung von Fluorwasserstoffsäure. Ab 950 °C beginnt es zu Titan(IV)-fluorid und Titan zu disproportionieren. Es kristallisiert trigonal in der Raumgruppe R3c (Raumgruppen-Nr. 167) mit den Gitterparametern a = 5,43 und c = 13,64 Å (Vanadium(III)-fluoridstruktur).

## Verwendung
Titan(III)-fluorid kann zur Herstellung von Katalysatoren auf Basis von Kieselsäuren verwendet werden.